# Martin Evans
Sir Martin Evans, né le 1er janvier 1941 à Stroud dans le Gloucestershire au Royaume-Uni, est un généticien britannique. Membre de la Royal Society, il est l'un des lauréats du Prix Lasker de 2001 et du prix Nobel de physiologie ou médecine de 2007, avec ses confrères Oliver Smithies et Mario Capecchi, pour leurs travaux sur les cellules souches embryonnaires.

## Biographie
La mère de Martin Evans était professeur ; son père tenait un atelier de mécanique.

## Distinctions et honneurs
- 1993 : Membre de la Royal Society (FRS)[1]
- 1998 : Membre fondateur de l'Academy of Medical Sciences
- 2001 : Prix Lasker[2]
- 2002 : Docteur honoris causa de la Mount Sinai School of Medicine, New York
- 2002 : Docteur honoris causa de l'université de Bath[3]
- 2004 : Chevalier (Kt)[4]
- 2007 : Prix Nobel de physiologie ou médecine
- 2008 : Docteur honoris causa de l'University College de Londres[5]
- 2009 : Médaille d'or de la Royal Society of Medicine[6]
- 2009 : Médaille Copley de la Royal Society (2009)
- 2011: Docteur honoris causa de l'université de Cambridge
- 2013 : Docteur honoris causa de l'université nationale et capodistrienne d'Athènes